# Anne Buchardt
Anne Buchardt er en dansk økonom, der har haft en karriere i den finansielle sektor. Hun har siden 2023 været Head of Private Banking & Investment i Danske Bank. Hun er en af de tre topchefer i DRs realityserie Cheferne – Jagten på talentet.

## Karriere
Buchardt blev cand.polit. i 1996. Da hun var færdiguddannet, blev hun tiltrukket af en jobannonce som makroanalytiker i det daværende Alm. Brand Børs. Det blev starten på hendes karriere i den finansielle sektor, hvor hun siden arbejdede i en række job. Hun har siden blandt andet været chef-makroanalytiker i Danske Capital, cheføkonom i BG Bank, haft flere lederjob i Nordeas Wealth Management og været dansk landechef i Nordnet. I 2023 skiftede hun til jobbet som Head of Private Banking & Investment i Danske Bank.

## Privatliv
Anne voksede op i Allerød og Charlottenlund med en mor, som var lærer, og en far, der var ingeniør. Forældrene blev skilt, da Anne var fem år. Buchardt er gift med departementschef Sophus Garfiel, som hun mødte på økonomistudiet på Københavns Universitet. De har to voksne børn, en søn og en datter.

## Andet
I 2025 optrådte Buchardt som en af de tre topchefer i reality-tv-programmet Cheferne – Jagten på talentet på DR, hvor hun sammen med Lars Sandahl Sørensen og Casper Kirketerp-Møller skulle bedømme de deltagende lederaspiranter.